# The Former Life of Brian
The Former Life of Brian («Прежняя жизнь Брайана») — одиннадцатая серия шестого сезона мультсериала «Гриффины», поставленная режиссёром Питом Майклсом по сценарию Стива Кэллахана.
Приглашённые знаменитости: Харви Файерстин (в роли бывшей девушки Брайана, Трэйси), Чейс Кроуфорд (в роли Пола), Чарли Эдлер и Эринн Хэйс. Премьерный показ состоялся 27 апреля 2008 года на канале FOX.

## Сюжет
Брайан начинает встречаться с симпатичной молодой вдовой. Он соглашается показать несколько фокусов на дне рождения её сына, и там узнаёт, что у той уже есть молодой человек.
Разочарованный Брайан решает встретиться со своей бывшей девушкой, Трейси. Раньше она была очень красива, но сейчас сильно располнела и подурнела. Там же выясняется, что у неё есть сын, Дилан, отец которого… Брайан. Стьюи говорит Брайану, что сыну 13 лет, тогда как самому Брайану всего лишь 7. Однако Брайан игнорирует этот довод. Брайан видит, что Дилан — отъявленный хулиган и совершенно неуправляем. Питер и Лоис пытаются втолковать псу, что тот всё равно несёт ответственность за сына.
Вскоре Дилан заявляется к Гриффинам: Трейси отправила его к отцу на воспитание. В доме Дилан устраивает настоящий террор, ожесточая против себя всех, включая Брайана. К тому же мальчик оказывается наркоманом. Тем не менее, вскоре Брайан решает вернуть Дилана на путь истинный.
И Брайану это удаётся, хотя при этом ему приходится и самому значительно измениться. Происходящее с Брайаном не нравится Питеру, поэтому он решает отдать Дилана обратно Трейси. Питера поддерживает и Лоис, которая с ужасом наблюдает, как Брайан становится стереотипным рафинированным родителем.
Однако вскоре Дилан уходит сам, объясняя, что теперь ему пора изменить жизнь своей матери так же, как Брайан изменил его собственную.

## Показ
Премьеру эпизода посмотрели 8,5 млн зрителей.

## Отзывы
Эпизод получил сдержанные отзывы от регулярного критика «Гриффинов» IGN в лице Асана Хака.
«Телевизионный Совет Родителей» в лице Грега Рока в очередной раз наградил новый эпизод мультсериала званием «Худшее шоу недели».